# باتريك فان آنهولت
باتريك فان آنهولت (بالهولندية: Patrick van Aanholt)‏ لاعب كرة قدم هولندي ، ولد في 29 أغسطس سنة 1990 ، بدأ مشواره مع نادي دين بوستش الهولندي عام 2003 وانتقل بعدها لعدة أندية في أوروبا من بينها آيندهوفن وتشيلسي وخلال فترة عقده مع نادي تشيلسي الإنجليزي تم إعارته لعدة أندية في إنجلترا، يلعب حالياً مع نادي كريستال بالاس. لعب سابقاً مع نادي سندرلاند. تدرج في مختلف الفئات العمرية لمنتخب هولندا ووصل إلى منتخب هولندا الأول ولعب أولى مبارياته معه سنة 2013، يلعب في مركز الظهير الأيسر.

## روابط خارجية
- باتريك فان آنهولت على موقع الاتحاد الدولي (مؤرشف)  (الإنجليزية)
- باتريك فان آنهولت على موقع الاتحاد الأوربي (الإنجليزية)
- باتريك فان آنهولت على موقع إي إس بي إن إف سي (الإنجليزية)
- باتريك فان آنهولت على موقع قاعدة بيانات كرة القدم.إي يو (الإنجليزية)
- باتريك فان آنهولت على موقع ناشيونال فوتبول تيمز (الإنجليزية)
- باتريك فان آنهولت على موقع Soccerbase.com (لاعب) (الإنجليزية)
- باتريك فان آنهولت على موقع Soccerway.com (الإنجليزية)
- باتريك فان آنهولت على موقع عالم كرة القدم.نت (الإنجليزية)
- باتريك فان آنهولت على موقع AS.com (الإسبانية)